# Dwayne Peel
Pour les articles homonymes, voir Peel.

a Compétitions nationales et continentales officielles uniquement.

b Matchs officiels uniquement.
Dwayne Peel, né le 31 août 1981 à Carmarthen (Pays de Galles), est un joueur de rugby à XV international gallois jouant au poste de demi de mêlée. Il compte 76 sélections avec l'équipe du Pays de Galles.

## Biographie
Il commence sa carrière de joueur de rugby à XV dans l'école de rugby de Tumble. Ensuite, il rejoint le Llanelli RFC comme jeune joueur.
En 2003, le Pays de Galles réorganise le championnat et introduit des franchises, formées de plusieurs clubs, pour élever le niveau. Dwayne Peel rejoint les Llanelli Scarlets. 
Il fait ses classes dans les équipes de jeunes du pays de Galles. Très tôt, il franchit le palier. En 2001, il rentre comme remplaçant avec l'Équipe du Pays de Galles de rugby à XV contre le Japon. 
Il a un concurrent de haut niveau : Gareth Cooper. Après une série de matchs comme remplaçant, il aligne en 2002 une série de sept matchs comme titulaire.
Il est remplaçant pour la Coupe du monde de rugby 2003.
Mais c'est comme titulaire qu'il dispute le tournoi des six nations 2005 et le Pays de Galles remporte le grand chelem. La même année, les 2 demis de mêlée gallois Dwayne Peel et Gareth Cooper sont retenus pour la tournée des Lions en Nouvelle-Zélande durant l'été 2005. Il disputera les trois test-matchs.
En 2008, il signe en Angleterre aux Sale Sharks. Il perd petit à petit sa place de titulaire en équipe nationale, à la suite de la nomination de Warren Gatland comme nouveau sélectionneur, au profit de Mike Phillips.
En 2014, il rejoint le club de Bristol Rugby, et met un terme à sa carrière le 5 mars 2016 en raison d'une blessure à l'épaule.
En 2017, il devient entraîneur adjoint de l'Ulster auprès de Les Kiss (directeur du rugby) et Jono Gibbes (entraîneur en chef). Il conserve son poste en 2018 après la nomination de Dan McFarland à la tête de la province.
En 2021, il devient l'entraîneur en chef de la province galloise des Scarlets.

## Statistiques en équipe nationale
- 76 sélections avec l'Équipe du Pays de Galles de rugby à XV
- 25 points (5 essais)
- 1er match le 17 juin 2001 contre le Japon et dernier match le 19 mars 2011 contre la France.

## Palmarès
- Grand Chelem en 2005
- Grand Chelem en 2008